# Salmov
Salmov je malá vesnice, část města Mikulášovice v okrese Děčín. Nachází se asi 2,5 kilometru východně od Mikulášovic. Salmov leží v katastrálním území Mikulášovice o výměře 25,85 km².

## Historie
První písemná zmínka o vesnici pochází z roku 1748. Při sčítání lidu v letech 1869–1910 se připomíná pod názvem Salmdorf jako osada obce Mikulášovice v okrese Šluknov. V letech 1921–1930 vesnice byla místní částí města Mikulášovice. Roku 1950 byla administrativně zařazena do okresu Rumburk a od roku 1961 do okresu Děčín.
Při hlavní cestě stojí kaple Nejsvětějšího Srdce Ježíšova z roku 1812.

## Přírodní poměry
Salmov se nachází severně od Mikulášovic v dlouhém údolí, kterým protéká Salmovský potok. Z geomorfologického hlediska náleží ke Šluknovské pahorkatině. Nejvyšším vrchem je Jelení kopec (475 m), který leží jižně od Salmova. Podloží tvoří převážně střednězrnný lužický granodiorit, který doplňují žíly doleritu a fluviální sedimenty.

## Obyvatelstvo
|                                                                       | 1869 | 1880 | 1890 | 1900 | 1910 | 1921 | 1930 | 1950 | 1961 | 1970 | 1980 | 1991 | 2001 | 2011 |
| --------------------------------------------------------------------- | ---- | ---- | ---- | ---- | ---- | ---- | ---- | ---- | ---- | ---- | ---- | ---- | ---- | ---- |
| Obyvatelé                                                             | 395  | 333  | 308  | 337  | 331  | 277  | 295  | 42   | 36   | 33   | 29   | 13   | 9    | 17   |
| Domy                                                                  | 47   | 48   | 47   | 46   | 47   | 45   | 44   | 37   | .    | 7    | 6    | 7    | 6    | 8    |
| Počet domů z roku 1961 je zahrnut v domech místní části Mikulášovice. |      |      |      |      |      |      |      |      |      |      |      |      |      |      |

## Rodáci
- František Julius Heine (1823–1902) – pražský továrník a podnikatel německé národnosti